# Tonga op de Olympische Winterspelen 2014
Tonga was een van de zeven debuterende landen die deelnam aan de Olympische Winterspelen 2014 in Sotsji, Rusland.
De enige deelnemer, Bruno Banani, nam deel in het rodelmannentoernooi. Hij had zich gekwalificeerd door in de (geschoonde, maximaal drie deelnemers per land) top-38 van de Wereldbeker rodelen 2013/2014 te eindigen. Banani werd als Fuahea Semi geboren, maar verandere zijn naam om commerciële redenen naar dat van een gelijknamig Duits lingeriebedrijf.

## Deelnemers en resultaten

### Rodelen
| Olympiër     | Onderdeel | Resultaat | Prestatie                                                                                        |
| ------------ | --------- | --------- | ------------------------------------------------------------------------------------------------ |
| Bruno Banani | Mannen    | 32e       | Totaal: 3.33,676 run 1: 53,656 (34e) run 2: 53,637 (31e) run 3: 53,162 (30e) run 4: 53,221 (33e) |

Albanië · Amerikaanse Maagdeneilanden · Andorra · Argentinië · Armenië · Australië · Azerbeidzjan · België · Bermuda · Bosnië en Herzegovina · Brazilië · Britse Maagdeneilanden · Bulgarije · Canada · Chili · China · Chinees Taipei · Cyprus · Denemarken · Dominica · Duitsland · Estland · Filipijnen · Finland · Frankrijk · Georgië · Griekenland · Groot-Brittannië · Hongarije · Hongkong · Ierland · IJsland · India · Iran · Israël · Italië · Jamaica · Japan · Kaaimaneilanden · Kazachstan · Kirgizië · Kroatië · Letland · Libanon · Liechtenstein · Litouwen · Luxemburg · Macedonië · Malta · Marokko · Mexico · Moldavië · Monaco · Mongolië · Montenegro · Nederland · Nepal · Nieuw-Zeeland · Noorwegen · Oekraïne · Oezbekistan · Oost-Timor · Oostenrijk · Pakistan · Paraguay · Peru · Polen · Portugal · Roemenië · Rusland · San Marino · Servië · Slovenië · Slowakije · Spanje · Tadzjikistan · Thailand · Togo · Tonga · Tsjechië · Turkije · Venezuela · Verenigde Staten · Wit-Rusland · Zimbabwe · Zuid-Korea · Zweden · Zwitserland